# Basket San Salvatore Selargius
Il Gruppo Sportivo Dilettantistico Basket San Salvatore è la principale società di pallacanestro femminile e maschile di Selargius, in provincia di Cagliari.
Fondata nel 1976, la squadra gioca nella Struttura Geodetica di viale Vienna e disputa dal 2012 la Serie A2. I suoi colori sociali sono il giallo e il nero.

## Storia
Ha iniziato l'attività cestistica nel 1976 e prende il nome dall'oratorio San Salvatore. Nel 1989-90 è stata conquistata la promozione in Serie C, nel 1991-92 quella in Serie B, nel 1993-94 quella in Serie A2. Al primo anno, conclude seconda nella Poule Salvezza. In seguito, dopo alcune stagioni di campionati regionali, il San Salvatore Selargius è tornato in Serie B d'Eccellenza nel 2006-07.
Al termine della stagione 2011-12, dopo la finale play-off contro Valmadrera, la società è stata promossa in Serie A2, categoria nella quale è ritornata a militare dopo 18 anni di assenza. Il primo campionato si è concluso con la salvezza ottenuta ai play-out contro Biassono.

## Cronistoria
| Cronistoria del Basket San Salvatore Selargius. |
| --- |
| - 1976 · fondazione del G.S. Basket San Salvatore. - 1976-1989 · - 1989-90 · promossa in Serie C. - 1991-92 · promossa in Serie B. - 1992-93 · - 1993-94 · promossa in Serie A2. - 1994-95 · 2ª in Poule Salvezza di Serie A2. - 1995-1997 - 1997-1998 · 10ª nel Girone B di Serie A2, retrocessa in Serie B. - 1998-2006 · - 2006-07 · promossa in Serie B d'Eccellenza. - 2007-08 · 6ª nel Girone C2 di Serie B d'Eccellenza, 5ª nella Poule Retrocessione C, salva ai play-out. - 2008-09 · 8ª nel Girone C2 di Serie B d'Eccellenza, 4ª nella Poule Retrocessione C, salva ai play-out. - 2009-10 · 2ª nel Girone C2 di Serie B d'Eccellenza, 5ª nella Poule Promozione C, eliminata ai quarti dei play-off. - 2010-11 · 4ª nel Girone B2 di Serie B d'Eccellenza, eliminata in semifinale play-off. - 2011-12 · 1ª nel Girone H di Serie B, 2ª nel Concentramento Promozione 3, vince lo spareggio, promossa in Serie A2. - 2012-13 · 11ª nel Girone Nord di Serie A2, salva ai play-out. - 2013-14 · 5ª nella Conference Nord-Est del Girone A di Serie A2, 5ª nella Poule retrocessione del Girone A. - 2014-15 · 7ª nel Girone A di Serie A2, 3ª nella Poule retrocessione del Girone G. - 2015-16 · 10ª nel Girone A di Serie A2, salva ai play-out. - 2016-17 · 9ª nel Girone A di Serie A2. - 2017-18 · 15ª nel Girone A di Serie A2, salva ai play-out. - 2018-19 · 9ª nel Girone Sud di Serie A2. - 2019-20 · 9ª nel Girone Sud di Serie A2 (campionato interrotto). - 2020-21 · Techfind, 7ª nel Girone Sud di Serie A2, semifinali dei play-off. - 2021-22 · Techfind, 6ª nel Girone Sud di Serie A2, quarti di finale dei play-off. |

## Allenatori
- 1999-2019 Fabrizio Staico[5]
- 2019-2020 Antonello Restivo[6]
- 2020-ad 2022 Roberto Fioretto
- 2022-ad 2024 Simone Righi [7]
- 2024-ad 2024 Jonata Chimenti [8]
- 2024-ad oggi Vasilīs Maslarinos

## Statistiche e record

### Partecipazione ai campionati
| Livello | Categoria                | Partecipazioni | Debutto   | Ultima stagione | Totale |
| ------- | ------------------------ | -------------- | --------- | --------------- | ------ |
| 2º      | Serie A2                 | 13             | 2012-2013 | 2024-2025       | 13     |
| 3º      | Serie A2 (terzo livello) | 1+             | 1994-1995 | -               | 6+     |
| 3º      | Serie B d'Eccellenza     | 4              | 2007-2008 | 2010-2011       | 6+     |
| 3º      | Serie B (nazionale)      | 1              | 2011-2012 | 2011-2012       | 6+     |

Il Basket San Salvatore Selargius ha disputato complessivamente 15 stagioni sportive a livello nazionale.

## Organico

### Roster
- 2020-2021[9]
(11) Marta Granzotto, (5) Giulia Simioni, (12) Giulia Manzotti, (2) Giulia Melis, (16) Adriana Cutrupi, (86) Mounia El Habbab, (17) Silvia Ceccarelli, (7) Francesca Mura, (10) Denise Pinna, (22) Camilla Demetrio Blecic, (8) Martina Pandori, (3) Ludovica Vargiu,[10] (15) Viola Loddo. All.: Roberto Fioretto.

- 2019-2020[11]

|    | Naz.              | Ruolo | Sportivo                | Anno | Alt. |  |  |
| -- | ----------------- | ----- | ----------------------- | ---- | ---- |  |  |
| 1  | Italia (bandiera) | A     | Giovanna Pertile        | 1992 | 182  |  |  |
| 2  | Italia (bandiera) | G     | Giulia Melis            | 2001 | 172  |  |  |
| 3  | Italia (bandiera) | AC    | Angelica Tibè           | 1996 | 184  |  |  |
| 5  | Italia (bandiera) | P     | Ludovica Vargiu         | 2003 | 168  |  |  |
| 7  | Italia (bandiera) | G     | Francesca Mura          | 2000 | 175  |  |  |
| 8  | Italia (bandiera) | P     | Cinzia Arioli           | 1984 | 178  |  |  |
| 9  | Italia (bandiera) | P     | Margherita Mataloni     | 1995 | 165  |  |  |
| 10 | Italia (bandiera) | P     | Denise Pinna            | 2001 | 166  |  |  |
| 11 | Italia (bandiera) | A     | Delia Gagliano          | 1997 | 180  |  |  |
| 12 | Italia (bandiera) | PG    | Michela Laccorte        | 1990 | 170  |  |  |
| 14 | Italia (bandiera) | P     | Viola Loddo             | 2001 | 157  |  |  |
| 18 | Italia (bandiera) | C     | Julita Bungaite         | 1987 | 187  |  |  |
| 21 | Italia (bandiera) |       | Camilla Demetrio Blecic | 2003 | 180  |  |  |
| 23 | Italia (bandiera) | P     | Camilla Uda             | 2003 | 174  |  |  |
| 24 | Italia (bandiera) | G     | Virginia Salvemme       | 2001 | 172  |  |  |
| 42 | Italia (bandiera) | G     | Martina Pandori         | 2003 | 180  |  |  |

### Staff
- Allenatore: Antonello Restivo
- Assistente: Marcello Ibba
- Preparatori atletici: Gianfranco Dotta
- Medico sociale: Marco Sanna
- Fisioterapista: Cristian Sanna
- Addetto statistiche:  Ilaria Marreddu
- Dirigente accompagnatore: Marco Mura
- Addetto arbitri: Gabriele Cinus